# Спрей-пляшка

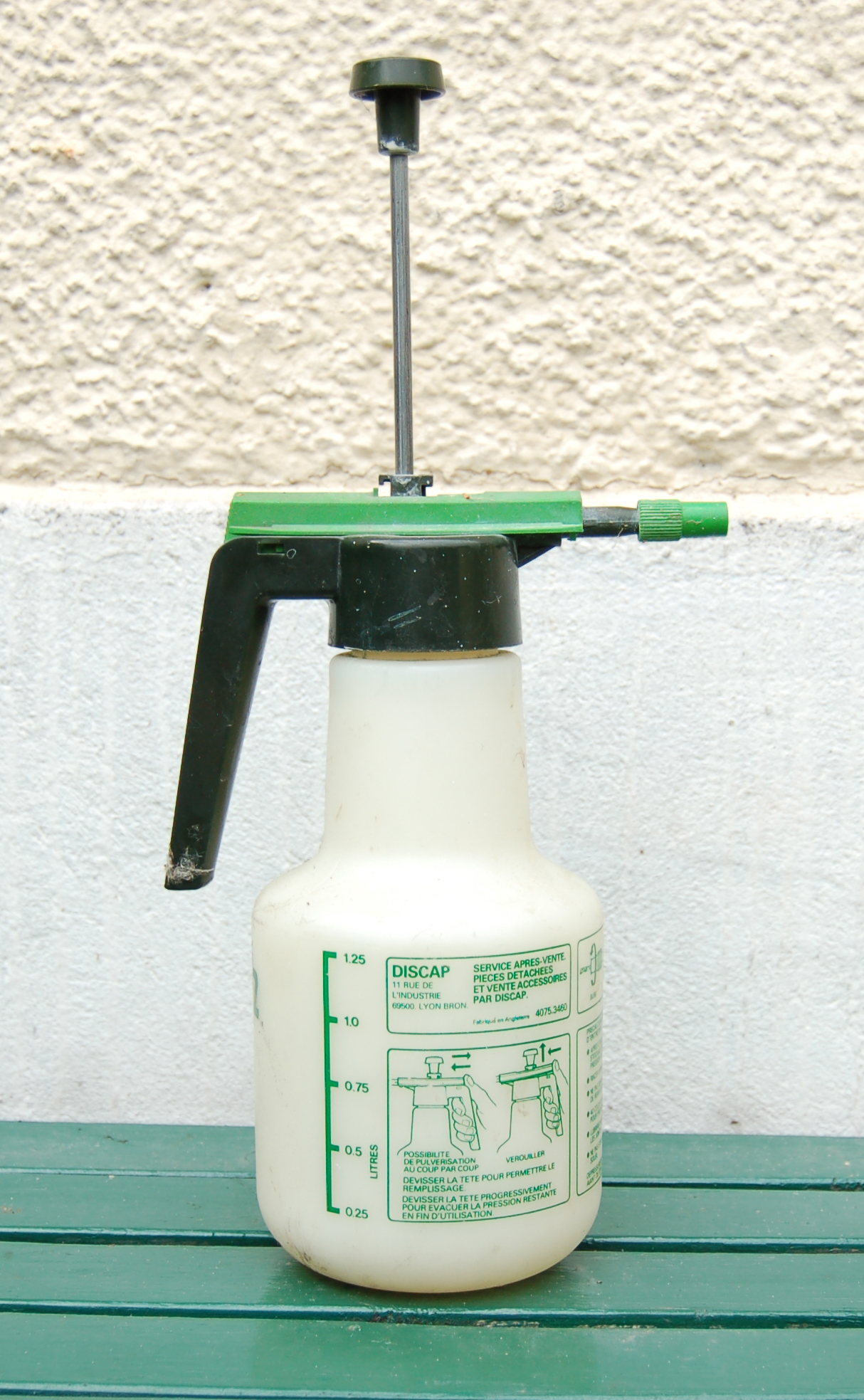
Сучасна спрей-пляшка з поршневим насосом (пульверизатор)

Спрей-пляшки — пляшки з поршневим насосом і розпилювачем, які використовуються для мікшування і наступного розпилення з метою одержання аерозолю або туману рідини. Речовинами або продуктами служать рідкі прохолодні мийні засоби, косметика, хімічні речовини, вода. Пляшки мають широке використання в побуті і можуть використовуватись в сільському господарстві для розпилення гербіцидів та ін.
Спрей-пляшки існували задовго до середини 20-го століття, вони використовували гумові груші, які потрібно було стискувати, щоб виробити розпорошення. Швидке поширення пластиків після Другої світової війни і збільшення спектру рідин, які можна було б використовувати в господарстві, а також зниження витрат на виготовлення пластикових обприскувачів, призвели до виникнення і швидкого розповсюдження спрей-пляшок. Перший великий комерційний випуск пластикових пляшок з розпилювачем був налагоджений починаючи з 1947 року.
В сучасних пляшках-спрей використовується поршневий насос, який діє безпосередньо на рідину. Насос закачує рідину до труби сифона в нижній частині пляшки і змушує її проходити через сопло (форсунку). В деяких моделях ступінь розпилення потоку рідини можна регулювати.

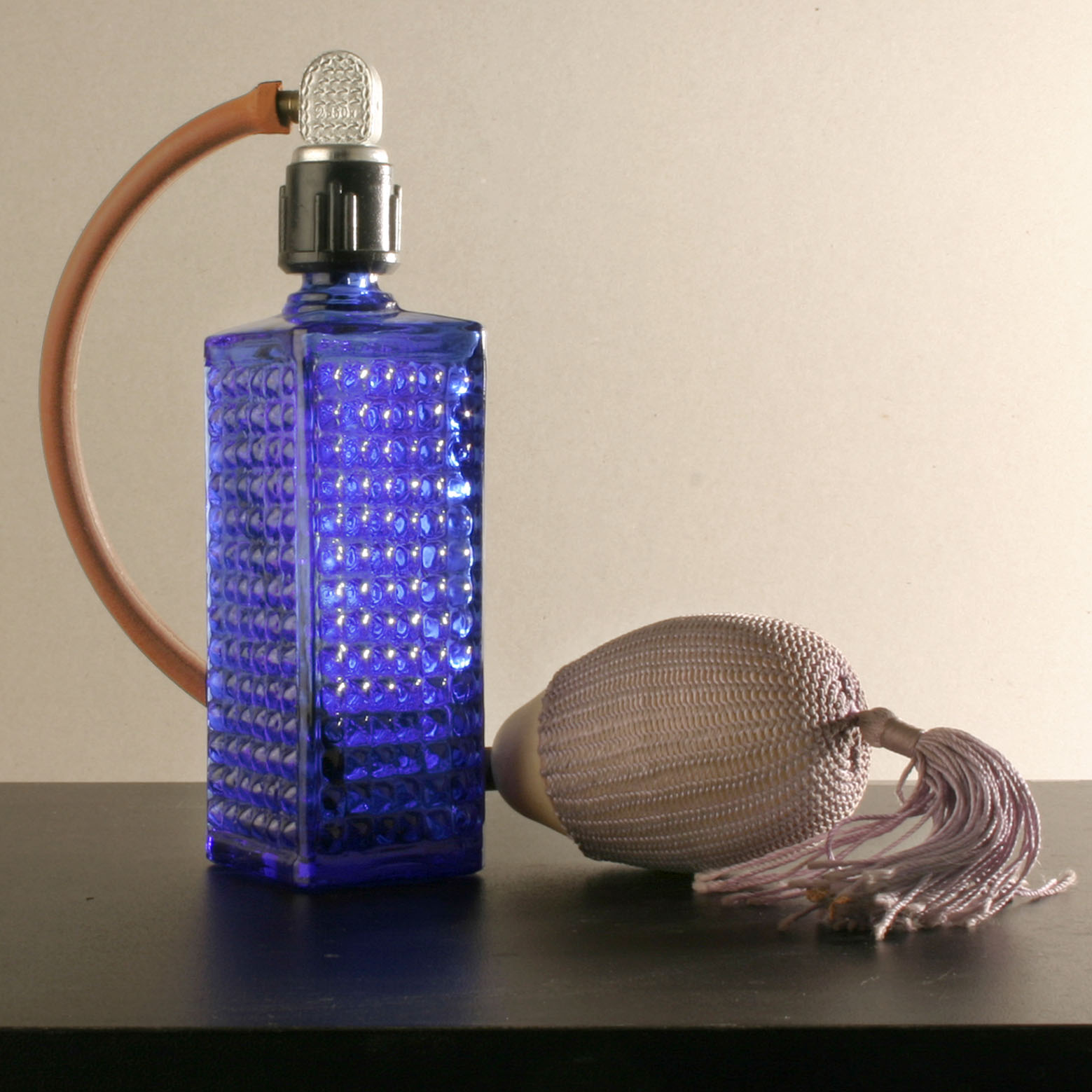
Спрей-пляшка для одеколону з розпилювачем і гумовою грушею-нагнітачем (приблизно 1965 рік, СРСР)

У пляшці з розпилювачем розлив працює на зусиллях користувача, на відміну від аерозольного диспенсера-балончика, в яких користувач просто приводить у дію клапан і продукт розливається під тиском.